# Давтян, Оганес Карапетович
Оганес Карапетович Давтян (Ханоян; арм. Հովհաննես Կարապետի Դավթյան (Խանոյան), 15 апреля 1911, Ахурян, Российская империя — 28 декабря 1990, Ереван) — советский учёный-химик, доктор технических наук, профессор, разработал общую теорию разделения газов и изотопов, создал топливные элементы для энергообеспечения космического корабля. Автор первых в мире книг по топливным элементам.

## Биография
Оганес Давтян родился 15 апреля 1911 года в селе Ахурян. Закончил школу Хримяна и педагогический техникум. После был зачислен на Химический факультет МГУ, который закончил в 1936 году с отличием. Затем стал работать в Московском нефтяном институте, где в 1938 году получил кандидатскую диссертацию.
С 1939 года работал в Московском энергетическом институте, где заведовал лабораторией и занимался созданием топливных элементов и секретными разработками в военной сфере. Здесь в 1944 году Давтян защитил докторскую диссертацию на тему «Проблема непосредственного превращения химической энергии топлива в электрическую». Это была первая в мире монография, где была описана теория и принципы работы топливных элементов и методы их получения.
По существу, топливный элемент является электрической «батарейкой», где электричество вырабатывается из водорода, природного газа или от кислорода воздуха.
В 1946 году Давтян приезжает в Ереван и возглавляет лабораторию по разделению и обогащению радиоактивных изотопов. Здесь он создал обобщенную теорию разделения газов и изотопов, параллельно читая лекции в ЕГУ по квантовой химии. Вокруг работы учёного сложилась нездоровая обстановка, вызывающая зависть у некоторых коллег и чиновников из-за чего Давтян покинул Армению.
В 1953 году Давтяну было присвоено звание профессора физики и он поступил на должность заведующего кафедры физической химии Одесского Государственного Университета. Здесь он основывает лабораторию, впоследствии превратившуюся в известную научную школу в области электрохимии. Лаборатория занимается исследованиями топливных элементов, неравновесной термодинамики, кинетики и катализа, теории активированного комплекса. В 1962 году Н.Н. Боголюбов на основе курса лекций Давтяна публикует первый в СССР учебник «Квантовая химия».
Поначалу в СССР к топливным элементам был малый интерес, в то время как в США они приобретали все большее развитие. Однако на рубеже 60-х—70-х готов интерес к ним резко возрос, так как они использовались в космической и военной сферах.
В 1968 году Давтян снова приезжает в Ереван, в этот раз навсегда. Он начинает работать в ВНИИ комплексного электромашиностроения и создаёт отдел электрохимической энергетики. Здесь он создаёт новый тип биполярных аккумуляторов и ряд других источников энергии, в том числе для электромобиля.
Давтян также работает над общей теорией относительности и выводит новые уравнения инерциально-гравитационного поля, которые обобщают уравнения Эйнштейна. Но ни в Ереване ни в Москве не печатают эту работу, посягающую на авторитет Эйнштейна, в добавок автор не считался специалистом в области гравитации. Тогда Давтян связывается с немецким теоретиком Г. Ю. Тредером где просит его ознакомиться с работой. Вскоре одна за другой в журнале «Annalen der Physik» выходят пять статей, на которые приходят отклики из множества стран мира, а редакция журнала «Mathematical Reviews» обращается к Давтяну с предложением стать нештатным рецензентом по разделу теоретической физики. Давтян принимает предложение и до конца жизни регулярно сотрудничает с изданием.
В 1987 году в издательстве АН Армянской ССР издается монография Давтяна в соавторстве с Г. Г. Карсшяном «Теории инерциального поля и квантовой корреляции». В 1980-х Давтян публикует монографии, статьи в самых разных областях, получает свидетельства на патенты. В обширные темы публикаций включаются экология, философские взгляды Грикора Нарекаци, солнечная энергетика и новые виды оружия, автомобильные карбюраторы и теория групп.

### Топливные элементы
Интерес к топливным элементам возрос, когда стало ясным, что в космосе выгоднее всего брать именно элементы сделанные на основе водорода и кислорода, которые используются для энергообеспечения космических кораблей. Водород при реакции выделял лишь воду, которая как и кислород необходима для жизнеобеспечения космонавтов.
В 1959 году Давтян увидел американский журнал, в котором говорилось, что в США создан трактор, работающий на «батарее топливных элементов Давтяна» вместо привычного двигателя внутреннего сгорания. Показав этот журнал президенту Академии Наук СССР М.В. Келдышу Давтян добился разрешения на создание в Одесский государственном университете лаборатории топливных элементов, которая впоследствии была превращена в проблемную научно-исследовательскую лабораторию топливных элементов при ОНУ им. И.И. Мечникова по приказу Совета Министров УССР № 67 от 20 января 1962 года.
В лаборатории были созданы разные типы электродов, катализаторы из дешевых и не дефицитных материалов, разработаны конструкции низкотемпературных водородно-кислородных топливных элементов и батарей из них, созданы электрохимические генераторы. Батареи имели мощность от 100 до 1000 ватт. Также были разработаны алюминий-воздушная батареи мощностью 1000 ватт, которые использовались в автомобилях УАЗ, и цинк-воздушные батареи. Были созданы батареи химических источников на 12 000 ват с удельной энергией 150 Вт⋅ч/кГ и емкостью 60 кВт⋅час.
Давтян также разработал теорию кинетики токообразующих процессов при электрохимическом горении газов.
В США дали название «топливные элементы Давтяна», они использовались, в частности, на американских космических кораблях «Джеминай». До настоящего времени все исторические разработки относительно топливных элементов обязательно включают в себя упоминание о вкладе Давтяна.